# 呂新民
呂新民（1940年11月30日—），中華民國政治人物，無黨團結聯盟籍，前立法委員、中華民國總統府國策顧問、桃園市政府市政顧問等。

## 外部連結
- 立法院（页面存档备份，存于）